# 控制论

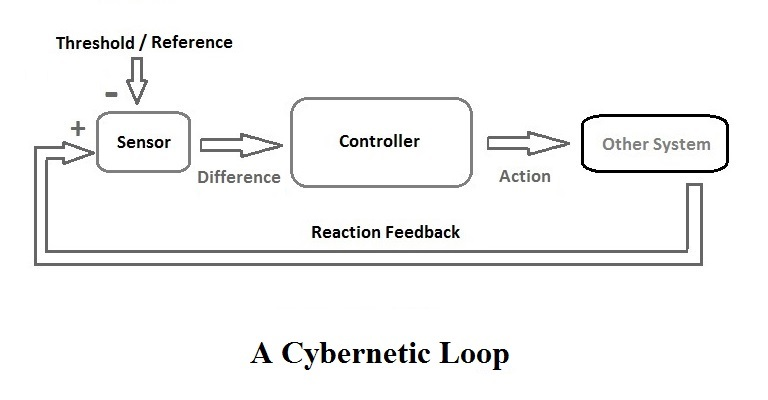
具有反馈回路的控制论系统原理图

控制论（英語：cybernetics）是探索调节系统的跨学科研究， 它用于研究控制系统的结构、局限和发展。这一论说的提出者，美國電子工程專家诺伯特·维纳在1948年将控制论定义为“以机器中的控制与调节原理、以及将其类比到生物体或社会组织体后的控制原理为对象的科学研究。” 换句话说，这是关于人、动物和机器如何相互控制和通信的科学研究。
控制论与系统论和信息论一起在中国大陆学术界曾被称作“老三论”，是现代資訊技术的理论基础。
在21世纪，控制论的定义变得更加廣泛，主要用于指代“对任何使用科学技术的系统的控制”。由于这一定义过于廣泛，许多相关人士不再使用“控制论”一词。
控制论与对系统的研究有关，如自动化系统、物理系统、生物系统、认知系统、以及社会系统等等。控制论可被应用于研究包含信令回路的系统。信令回路在这里指，当一个系统的运作改变了它所在的环境，而这些改变又反过来反馈于系统上，并导致系统本身的变化。这种循环最初被称为“循环影响”关系。